# Лаватоджо
Лаватоджо (фр. Lavatoggio, корс. Lavatoghju) — коммуна во Франции, находится в регионе Корсика. Департамент коммуны — Верхняя Корсика. Входит в состав кантона Кальви. Округ коммуны — Кальви.
Код INSEE коммуны — 2B138.

## Население
Население коммуны на 2008 год составляло 136 человек.
| 1962 | 1968 | 1975 | 1982 | 1990 | 1999 | 2008 |
| ---- | ---- | ---- | ---- | ---- | ---- | ---- |
| 68   | 89   | 107  | 116  | 138  | 97   | 136  |

## Экономика
В 2007 году среди 83 человек в трудоспособном возрасте (15—64 лет) 66 были экономически активными, 17 — неактивными (показатель активности — 79,5 %, в 1999 году было 60,0 %). Из 66 активных работали 54 человека (27 мужчин и 27 женщин), безработных было 12 (5 мужчин и 7 женщин). Среди 17 неактивных 4 человека были учениками или студентами, 7 — пенсионерами, 6 были неактивными по другим причинам.

## Фотогалерея

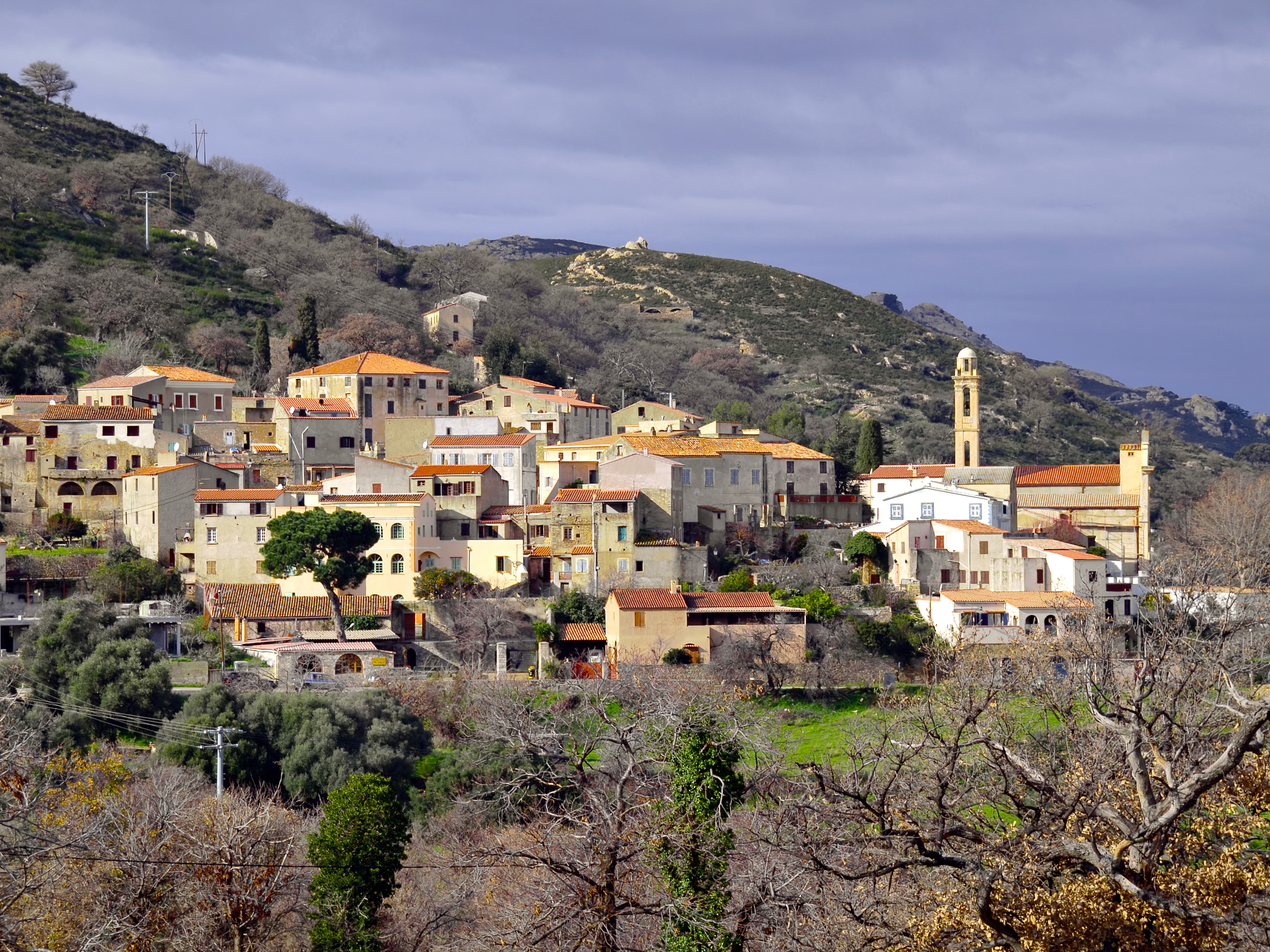
Лаватоджо
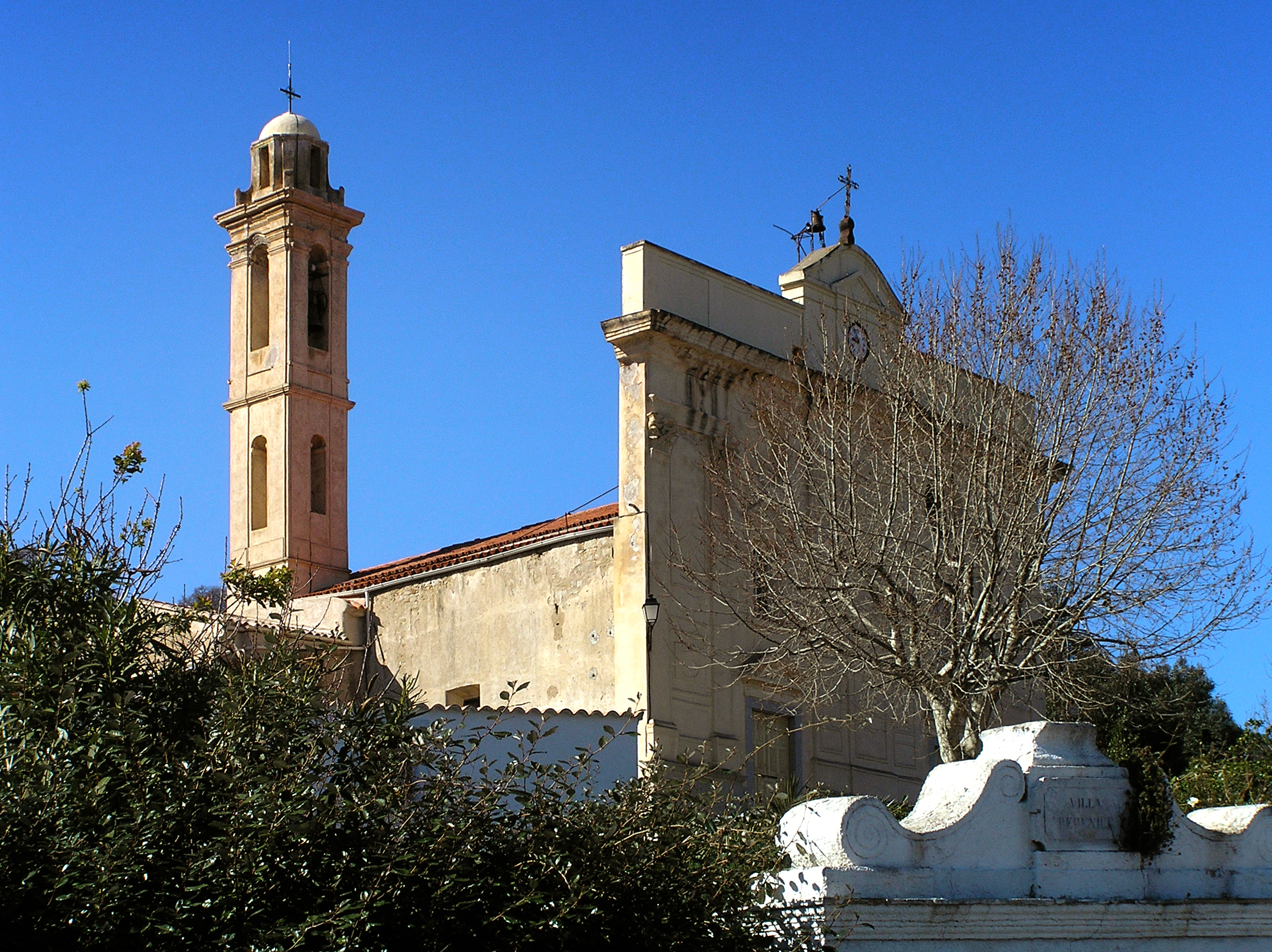
Церковь Сен-Лорен
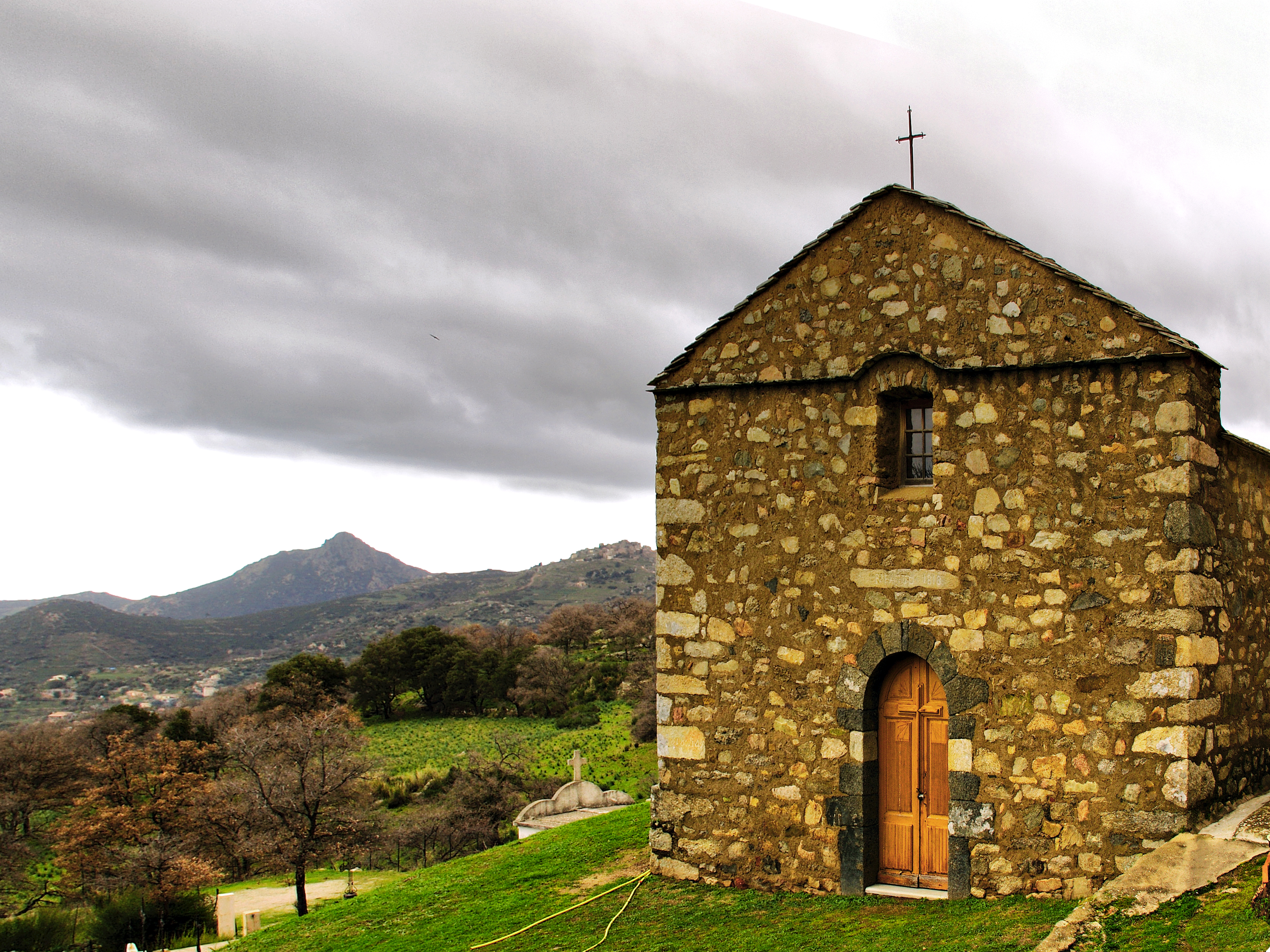
Chapelle San Cervone
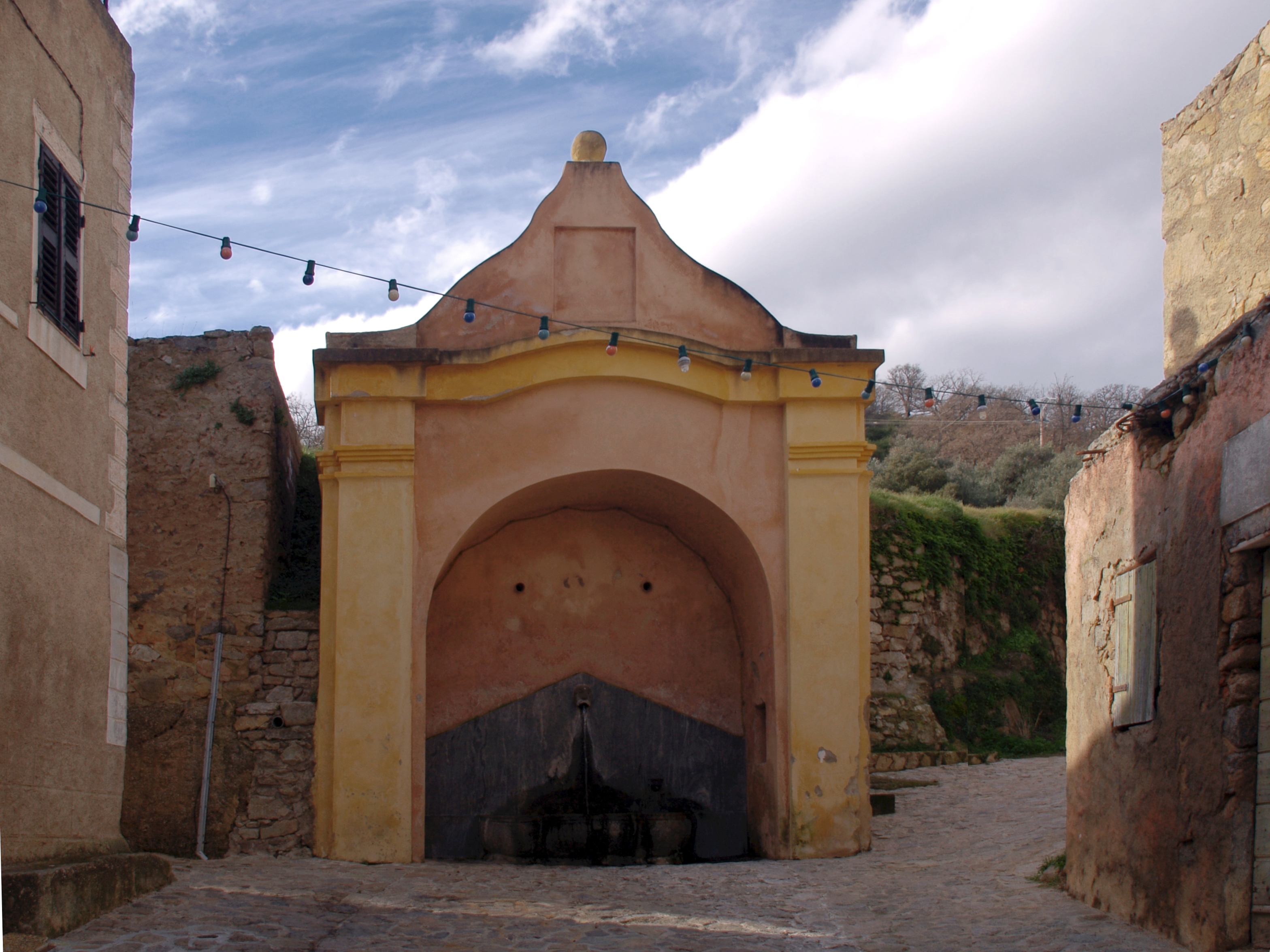